# Méhtelek
Méhtelek is een plaats (község) en gemeente in het Hongaarse comitaat Szabolcs-Szatmár-Bereg. Méhtelek telt 765 inwoners (2001).